# Frijsenborg
Frijsenborg er en herregård beliggende i Hammel Sogn, Favrskov Kommune i Østjylland. Indtil lensafløsningen 1922 var herregården centrum for Grevskabet Frijsenborg, det største danske grevskab gennem tiderne. Godset er stadig blandt de største jordbesiddelser i Danmark.

## Forhistorien – landsbyen Jernit
På herregårdens plads lå i 1400-tallet den lille landsby Jernit, der kun bestod af 6 gårde, en adelig sædegård samt en kirke. Sædegården tilhørte da et medlem af den jyske adelsslægt Kalf eller Kalle, men engang efter i denne tid er landsbyen overgået til kronen. Således befalede Christian 3. i 1558, at det lille Jernit Sogn skulle sammenlægges med Hammel Sogn og Jernit Kirke nedrives. I 1583 overgår Jernit til Valdemar Parsberg, der sløjfede den lille by og lagde jordene ind under hovedgården Jernit.

## Hovedgården Jernit
Valdemar Parsberg indledte efter sin overtagelse en række bygge- og anlægsarbejder. Han lod udgrave et firkantet voldsted, således hovedbygningen kunne ligge trygt bag brede voldgrave. På voldstedet opførtes over en længere årrække et trelænget anlæg. Adgangen til borggården skete fra sydsiden, hvor ladegården lå. Sydfløjen (eller portfløjen) var et solidt, grundmuret hus med hvælvede kældre. Herover et enkelt stokværk samt et halvstokværk. I midten var der en portgennemkørsel, og på de ydre hjørner mod graven byggedes svære, ottekantede tårne. Dette énlængede anlæg blev noget senere udvidet med en noget bredere vestfløj, hvortil der mod nord føjedes en fløj i samme dimensioner som sydfløjen. På østsiden synes at have været planlagt endnu en fløj, men denne side blev dog kun lukket med en spærremur. Denne nybyggede herregård tilhørte Parsbergs familie, indtil denne 1665 solgte Jernit til skatmester Mogens Friis.

## Grevskabet Frijsenborg
Mogens Friis stammede fra herregården Favrskov. Efter Svenskekrigene 1658-60 afstod Mogens Friis sine godser i Skåne som bornholmsk vederlagsgods og fik som erstatning krongodser i stedet. Friis fik da en række gårde i Øst- og Midtjylland, hvortil han altså 1665 kunne tilføje Jernit. Syv år senere, i april 1672, underskrev Christian 5. erektionspatentet, der oprettede Grevskabet Frijsenborg, bestående af gårdene Jernit, Tulstrup, Lyngballegård, Hagsholm og Østergaard. Således blev Mogens Friis skaberen af grevskabet, men han opholdt sig nu sjældent på sine østjyske gårde, da han som rentemester og gehejmeråd måtte opholde sig meget i København.

## Hovedbygningen ombygges
Det var først den næste generation, som for alvor satte sit præg på stedet. Mogens Friis' søn, greve Niels Friis overtog grevskabet ved faderens død 1675. I 1677 beskrives hovedbygningen som meget forfalden. I 1693 indledte Niels Friis en større ombygning og udvidelse af Valdemar Parsbergs nu ca. 100-årige Jernit. Indkørslen blev flyttet til østsiden, hvor den tidligere spærremur blev fjernet og en ny bro opført over voldgraven. Portåbningen i sydfløjen lukkedes. Der opsattes en frontispice på vestfløjens gårdside, og indgangen herunder blev indrammet af en pragtfuld portal med en buste af bygherren. På nordfløjens ydre hjørner opførtes to hjørnetårne, svarende til sydfløjens, således at huset nu havde fire hjørnetårne. Endelig blev hele huset hvidkalket. Også det indre blev ombygget. Riddersalen var et prægtigt rum, og det fik, ligesom rummene i sidefløjene pragtfulde hvælvede stuklofter, hvoraf der dog kun et bevaret et enkelt loft i den sydøstre pavillon. Samlet set fremstod det nye Frijsenborg som et moderne barokhus.

## Skiftende ejere
Grevskabet gik i arv til Niels' søn greve Christian Friis, der døde 1763 som sin slægts sidste mand. Grevskabet arvedes da af hans ældste datter, Christiane Sophie komtesse Friis, der bragte den til sin mand Erhard Wedel, der antog navnet Wedel-Friis. Dette ægteskab var barnløst, hvorfor grevskabet 1786 gik videre til Christianes søster Elisabeth Sophie komtesse Friis. Hendes ægteskab med Jean Henri Desmercières var ligeledes barnløst, hvorfor Frijsenborg ved Elisabeths død tilfaldt niecen Sophie Magdalene von Gram, datter af Elisabeths søster komtesse Birgitte Christine Friis. Straks ved overtagelsen overlod hun grevskabet til sin ældste søn, baron Frederik Carl Krag-Juel-Vind, der som den første af slægten antog navnet Krag-Juel-Vind-Frijs. Ved hans død var grevskabet af et mægtigt omfang. Arealet svarede til ca. 450 kvadratkilometer med 6.000 tønder hartkorn, 15.000 tønder land skov og 42 landsbykirker! Men der var en ulempe; grevskabet var stærkt forgældet. Sønnen greve Jens Christian måtte derfor arbejde hårdt for at konsolidere godset. Det skete blandt andet ved at sælge ud af fæstegodset, omlægge driften og sikre skovenes trivsel. 1818 lod han hovedbygningen gennemgå en tiltrængt renovering, hvilket medførte en radikal forenkling af bygningens ydre fremtræden. I 1849 afstod han den nordre del af grevskabet til sin søn, hvorefter han flyttede til Boller. Han døde 11 år senere.

## Det nye Frijsenborg
Greve Christian Emil Krag-Juel-Vind-Frijs fortsatte faderens linje med modernisering af driften samt øgede farten på bortsalg af fæstegodset. Grevskabet havde nu så store midler, at greven i årene 1862-1867 kunne lade tidens store arkitekt Ferdinand Meldahl foretage en kraftig ombygning af hovedbygningen. Meldahl forestod i netop disse år også genopbygningen af det nedbrændte Frederiksborg Slot. Frijsenborgs stil er inspireret af det gamle kongeslot, men især har han hentet stilelementer fra den franske renæssance. De hvidkalkede ydermure blev skalmuret i røde sten med lyse bånd og dekorationer i sandsten og cement; det var et helt nyt materiale. Vestfløjen og tårnene blev forhøjet med et meget højt, nyt stokværk. De østlige ender på nord- og sydfløjene blev forhøjet til pavilloner. I det indre, hvor Meldahl fik assistance af professor Hans J. Holm, blev alt nymonteret i tidens noget brogede og lidt overlæssede stil. Alt blev udført i de fineste materialer af tidens bedste kunstnere som Otto Bache, Frederik Ludvig Storch og Carl Frederik Aagaard. Resultatet var det ubetinget mest pragtfuldt udstyrede hjem i Danmark på den tid. Grev Frijs fik dermed de bedste repræsentative rammer, da han var konseilspræsident1865-1870.
I samme periode var digteren H.C. Andersen en hyppig gæst på Frijsenborg, hvor han blev fotograferet af godsforvalteren og amatørfotografen Henrik Tilemann, bl.a. i 1865 og 1867. På nogle af disse billeder sidder eller står Andersen foran det funklende nye byggeri.
Sønnen greve Mogens Christian Krag-Juel-Vind-Frijs overtog 1882 den nordre del af grevskabet, mens faderen, ligesom hans fader før ham, flyttede til Boller, hvor han døde 1896.

### Parken
Mogens Frijs fortsatte med at forbedre Frijsenborg. 1891-93 blev avlsgården ved hovedbygningen nedlagt, og 400 tønder land af avlsgårdens jord blev nu udlagt som dyrehave og park efter engelsk forbillede.

## Frijsenborg i dag
Frijsenborg Gods er i dag på 6181,8 hektar omfattende Frijsendal, Fuglsang, Lyngballegård, Søbygaard og Jernit. Godset har en stor landbrugsproduktion og indgik i erhvervssamarbejdet De 5 Gaarde indtil 2018. Frijsenborgskovene udgør en større del af godsets arealer, og her drives både jagt og moderne skovdrift.

## Ejere af Frijsenborg
- (1500-1583) Kronen
- (1583-1607) Valdemar Parsberg
- (1607-1619) Jørgen Parsberg
- (1619-1621) Claus Daa
- (1621-1623) Hans Skram
- (1623-1660) Oluf Parsberg
- (1660-1661) Anna Cathrine Olufsdatter Parsberg, gift Pogwisch
- (1661-1665) Otto Pogwisch
- (1665-1675) Mogens greve Friis
- (1675-1699) Niels greve Friis (søn)
- (1699-1763) Christian greve Friis (søn)
- (1763) Christine Sophie Christiansdatter komtesse Friis (datter)
- (1763-1786) Erhard lensgreve Wedel-Friis (ægtemand)
- (1786) Elisabeth Sophie Friis (Christianes søster)
- (1786-1799) Sophie Magdalene von Gram (Elsabeth Sophies søsterdatter), gift Krag-Juel-Vind
- (1799-1815) Frederik Carl lensgreve Krag-Juel-Vind-Frijs (søn)
- (1815-1849) Jens Christian Carl lensgreve Krag-Juel-Vind-Frijs (søn)
- (1849-1882) Christian Emil lensgreve Krag-Juel-Vind-Frijs (søn)
- (1882-1923) Mogens Christian lensgreve Krag-Juel-Vind-Frijs (søn)
- (1923-1959) Inger Dorte komtesse Krag-Juel-Vind-Frijs, gift Wedell (datter)
- (1959-1982) Charles Bendt Mogens Tido lensgreve Wedell (søn)
- (1982-) Bendt Tido Hannibal lensgreve Wedell (søn)